# Takáts Márton (grafikus)
Takáts Márton (Budapest, 1971. június 22. –) magyar grafikus.

## Életpályája
Tanulmányait 1990 és 1995 között a Magyar Képzőművészeti Főiskola képgrafikai szakán végezte. 1995-96-ban a Magyar Képzőművészeti Főiskola Mesterképzőjében tanult, König Róbertnél. A magyarországi és a külföldi nyilvánosság előtt 1994 óta szerepel. A Kötet Kiadó Carmina Burana (1996), a Tiara Kiadó Új s új lovat c. Ady kötetét (2003), ugyancsak a kiadó gondozásában publikált Babits Mihály: Jónás Könyve kiadását (2004), az Alexandra Kiadó Sherlock Holmes nyomoz c. kötetét (2005), valamint az Osiris Kiadó Élet és Halál Könyve c. antológiáját (2010) az ő illusztrációi díszítik.

## Díjai, elismerései
- 1993, 1995: Barcsay-díj;
- 1998: 45. Vásárhelyi Őszi Tárlat, a Magyar Alkotóművészek Országos Egyesületének díja;
- 1999: a Zsennyei Műhely Társaság ösztöndíja; a Lánchíd-pályázat fődíja; a "Salon 1999" Espace Eiffel Branly bronzérme, Párizs; Orbis Pictus pályázat és kiállítás, Veszprém, Veszprém város díja
- 2006: 53. Vásárhelyi Őszi Tárlat, Galyasi Miklós-díj
- 2008: Koller-díj
- 2010: Római ösztöndíj

## Egyéni kiállításai
- 1995 • ART-X Galéria, Budapest
- 1996 • Sain Peray (FR)
- 1997, 2001 • Mestermű Galéria, Veszprém
- 1999 • BÁV Kortárs Galéria, Budapest • Duna Galéria, Budapest
- 2001 • Duna Galéria, Budapest
- 2002 • Rákóczi-ház, Miskolc
- 2003 • Trafik Galéria, Budapest
- 2005 • Espace Lucrece, Párizs
- 2006 • Győri Városi Könyvtár, Magyar Kulturális, Tudományos és Tájékoztatási Központ, Moszkva
- 2007 • Budapest Galéria Kiállítóháza
- 2008 • Kondor Béla Galéria, Magyar Képzőművészeti Egyetem
- 2009 • Művészetek Háza, Kőszeg
- 2010 • Forrás Galéria, Budapest
- 2011 • KOGART Galéria, Budapest

## Válogatott csoportos kiállítások
- 1994 • Piranéző, Szépművészeti Múzeum, Budapest • Nemzetközi Illusztráció Kiállítás, Bologna
- 1996, 2000 • XVIII., XX. Országos Grafikai Biennálé, Miskolc
- 1996, 1998, 1999 • 43., 45., 46. Vásárhelyi Őszi Tárlat, Tornyai János Múzeum, Hódmezővásárhely
- 1997 • Hidegtű, MGSZ kiállítása, Vigadó Galéria, Budapest
- 1998 • Trace 98 Grafikai Biennálé, Párizs
- 1998, 2000, 2001 • Grand Marché d'Art Contemporain
- 2000 • Kisgrafika 2000, Vigadó Galéria, Budapest
- 2001 • Orbis Pictus, Veszprém.
- 2007 • 100 Grafika – 100 Kortárs Művész, Magyar Képzőművészeti Egyetem
- 2008 • Estampe Européenne Paris, Cité Internationale des Arts
- 2009 • "Három generáció mestergrafikusai", Koller Galéria, Budapest